# Tommy Moe
Thomas Sven „Tommy“ Moe (* 17. Februar 1970 in Missoula, Montana) ist ein ehemaliger US-amerikanischer Skirennläufer. Er war auf die schnellen Disziplinen Abfahrt und Super-G spezialisiert. Sein größter Erfolg war der Gewinn der Goldmedaille bei den Olympischen Winterspielen 1994 in Lillehammer.

## Biografie
Moe erlernte das Skifahren am Big Mountain in der Nähe von Whitefish, wo sein Vater Mitglied der Skipatrouille war. Er verfeinerte seine Fähigkeiten in seiner Jugendzeit in Alyeska in der Nähe von Anchorage, Alaska, wo er die Glacier Creek Ski Academy besuchte. Im Alter von 16 Jahren trat er 1986 dem US-Skiteam bei. Nach guten Ergebnissen bei FIS-Rennen nahm er an den Juniorenweltmeisterschaften 1986 in Saalbach-Hinterglemm teil. Ein Jahr später, bei den Juniorenweltmeisterschaften 1987 in Hemsedal, gewann Moe hinter Urs Lehmann die Silbermedaille in der Abfahrt; bei dem in Sälen ausgetragenen Riesenslalom klassierte er sich als Vierter. Ebenfalls den vierten Platz erzielte er in der Abfahrt der Juniorenweltmeisterschaften 1988 in Madonna di Campiglio. Eine Woche vor seinem 19. Geburtstag nahm er an den Weltmeisterschaften 1989 in Vail teil, wo er in der Abfahrt überraschend den zwölften Platz belegte. Bei den Juniorenweltmeisterschaften 1989, die bei ihm zuhause in Alyeska stattfanden, siegte er sowohl in der Abfahrt als auch in der Kombination.
Seine ersten Punkte im Weltcup gewann Moe am 17. März 1990 mit Platz 12 in der Abfahrt von Åre. Im September desselben Jahres nahm er an den Panamerikanischen Spielen 1990 in Las Leñas teil, wo er die Silbermedaille im Super-G gewann. In der darauf folgenden Saison 1990/91 klassierte er sich dreimal in den Punkterängen (damals noch die besten 15). Mit ansprechenden Ergebnissen im Verlauf der Saison 1991/92 qualifizierte er sich für die Olympischen Winterspiele 1992 in Albertville; sein bestes Ergebnis bei den in Val-d’Isère ausgetragenen Rennen war Platz 18 in der Kombination. Bei den Weltmeisterschaften 1993 in Morioka fuhr Moe in der Abfahrt auf den fünften Rang. Seine erste Weltcup-Podestplatzierung erzielte er am 27. Februar 1993 in Whistler, wo er die Abfahrt hinter Atle Skårdal als Zweiter beendete.
In die Saison 1993/94 startete Moe mit dem dritten Platz in der Abfahrt von Val-d’Isère, dem er einen weiteren in Bormio folgen ließ. Er qualifizierte sich problemlos für die Olympischen Winterspiele 1994 in Lillehammer. Auf den Pisten von Kvitfjell sorgte er für eine kleinere Überraschung, als er am 14. Februar 1994 die Goldmedaille in der Abfahrt gewann. Obwohl er den favorisierten Lokalmatador Kjetil André Aamodt um vier Hundertstelsekunden schlug, feierten ihn die Zuschauer überschwänglich, da Moes Vorfahren aus Norwegen stammten. Drei Tage später gewann Moe an seinem 24. Geburtstag auch die Silbermedaille im Super-G, hinter Markus Wasmeier. Der einzige Weltcupsieg seiner Karriere gelang ihm am 13. März 1994 im Super-G von Whistler. Dank zweier weiterer Podestplätze belegte er in der Abfahrts-Disziplinenwertung den dritten Platz.
Im Winter 1994/95 fuhr Moe in Weltcuprennen sechsmal unter die besten zehn; darunter war ein zweiter Platz im Super-G von Tignes. Am 10. März 1995 kehrte er anlässlich einer Weltcupabfahrt nach Kvitfjell zurück. Am Ort seines größten Erfolgs stürzte er heftig und erlitt dabei einen Kreuzbandriss im rechten Knie. Er konnte zwar den größten Teil der Weltcupsaison 1995/96 bestreiten, verpasste aber bei allen Starts die Punkteränge. Im Winter 1996/97 war ein 15. Platz in der Lauberhornabfahrt von Wengen sein bestes Ergebnis. Eine Woche darauf zog sich Moe auf der Streif in Kitzbühel einen Sehnenriss in der Hand zu. Er musste in Innsbruck operiert werden und verpasste deswegen die Weltmeisterschaften. Wieder genesen, nahm er an US-Meisterschaften teil und gewann die Titel in Abfahrt und Super-G. Moe kam in der Weltcupsaison nicht über einen 11. Platz hinaus, den er in Kitzbühel erzielte. Er nahm an den Olympischen Winterspielen 1998 in Nagano teil, wo er im Super-G auf den achten und in der Abfahrt auf den zwölften Platz fuhr. Nach den US-Meisterschaften Mitte März 1998 trat er im Alter von 28 Jahren vom Spitzensport zurück.
Moe ist mit der ehemaligen Skirennläuferin Megan Gerety verheiratet, mit der er zwei Kinder hat. Er ist ausgebildeter Rettungssanitäter sowie Gründer und Mitbesitzer der Tordrillo Mountain Lodge in der Nähe von Anchorage, die verschiedene Outdoor-Sportaktivitäten anbietet. 2003 wurde er in die U.S. Ski and Snowboard Hall of Fame aufgenommen. Jene Stelle der Piste Olympiabakken in Kvitfjell, an der Moe im März 1995 stürzte, trägt seither den Namen Tommy Moe Channel.

## Erfolge

### Olympische Spiele
- Albertville 1992: 18. Kombination, 20. Abfahrt, 28. Super-G
- Lillehammer 1994: 1. Abfahrt, 2. Super-G, 5. Kombination
- Nagano 1998: 8. Super-G, 12. Abfahrt

### Weltmeisterschaften
- Vail 1989: 12. Abfahrt
- Morioka 1993: 5. Abfahrt
- Sierra Nevada 1996: 21. Abfahrt, 42. Super-G

### Weltcupwertungen
| Saison  | Gesamt | Gesamt | Abfahrt | Abfahrt | Super-G | Super-G | Kombination | Kombination |
| Saison  | Platz  | Punkte | Platz   | Punkte  | Platz   | Punkte  | Platz       | Punkte      |
| ------- | ------ | ------ | ------- | ------- | ------- | ------- | ----------- | ----------- |
| 1989/90 | 97.    | 3      | 36.     | 3       | –       | –       | –           | –           |
| 1990/91 | 74.    | 7      | 29.     | 7       | –       | –       | –           | –           |
| 1991/92 | 79.    | 71     | 40.     | 34      | 49.     | 14      | 31.         | 23          |
| 1992/93 | 31.    | 240    | 19.     | 164     | 26.     | 62      | 28.         | 14          |
| 1993/94 | 8.     | 650    | 8.      | 308     | 3.      | 242     | 4.          | 100         |
| 1994/95 | 28.    | 284    | 18.     | 149     | 11.     | 109     | 12.         | 26          |
| 1996/97 | 87.    | 39     | 35.     | 37      | 50.     | 2       | –           | –           |
| 1997/98 | 72.    | 66     | 35.     | 45      | 32.     | 21      | –           | –           |

### Weltcupsiege
Moe errang 7 Podestplätze, davon 1 Sieg:
| Datum         | Ort      | Land   | Disziplin |
| ------------- | -------- | ------ | --------- |
| 13. März 1994 | Whistler | Kanada | Super-G   |

### Juniorenweltmeisterschaften
- Bad Kleinkirchheim 1986: 18. Abfahrt, 32. Slalom
- Sälen/Hemsedal 1987: 2. Abfahrt, 4. Riesenslalom
- Madonna di Campiglio 1988: 4. Abfahrt, 7. Kombination, 13. Riesenslalom, 24. Super-G, 25. Slalom
- Aleyska 1989: 1. Super-G, 5. Abfahrt, 7. Riesenslalom, 22. Slalom

### Weitere Erfolge
- 2 US-amerikanische Meistertitel (Abfahrt und Super-G 1997)
- Panamerikanische Winterspiele 1990: Silber im Super-G
- 1 Podestplatz im Nor-Am Cup
- 2 Siege in FIS-Rennen